# Pławniowice
Pławniowice [pwavɲɔˈvit͡sɛ] (tiếng Đức: Plawniowitz) là một ngôi làng thuộc khu hành chính của Gmina Rudziniec, thuộc quận Gliwice, Silesian Voivodeship, ở miền nam Ba Lan. Nó nằm khoảng 6 kilômét (4 mi) về phía đông bắc của Rudziniec, 19 km (12 mi) về phía tây bắc của Gliwice và 41 km (25 mi) về phía tây thủ đô Katowice của khu vực.
Ngôi làng có dân số 824 người.

## Lịch sử
Các nguồn tin cho rằng lịch sử của làng Pławniowice bắt đầu từ đầu năm 1317, tuy nhiên, khu vực này chủ yếu là một khu rừng tuyệt đẹp bên cạnh một hồ nước lớn cho đến năm 1737, khi nó được mua bởi một nhà quý tộc tên là Franz Wolfgang von Stechow. Năm 1789, nó đã trải qua một cuộc đổi mới bởi gia tộc nhà quý tộc giàu có Ballestrems, người đã xây dựng một cung điện cổ tích từ năm 1882 đến 1884. Được thiết kế bởi Constantine Heidenreich, cung điện là một cấu trúc ba cánh theo phong cách kiến trúc của trường phái kiểu cách từ Hà Lan. Nó được biết đến với "sự tương phản về màu sắc và kết cấu giữa các bức tường gạch đỏ và viền đá trang trí". Các mái nhà được trang trí bởi các tháp canh, tháp, cửa sổ và cột tháp nhọn có hình dạng và kích cỡ khác nhau. Hơn nữa, vị trí nguy nga cũng liền kề với một công viên cảnh quan được quy hoạch cẩn thận bên cạnh một con kênh.
Cung điện vẫn nằm trong tay gia đình Ballestrem cho đến khi kết thúc Thế chiến II khi nó bị bỏ hoang và Hồng quân nhanh chóng tiếp cận ngôi làng. Cung điện sau đó bị cướp phá và nội thất xa hoa bị tàn phá. Sau chiến tranh, cung điện thuộc sở hữu của nhà nước Ba Lan và bị bỏ rơi, điều này góp phần làm cho nó xuống cấp theo thời gian. Từ năm 1993, nó đã trải qua một cuộc đổi mới hoàn toàn và hiện là một điểm thu hút khách du lịch địa phương.